# موش زمستان‌خواب باغ

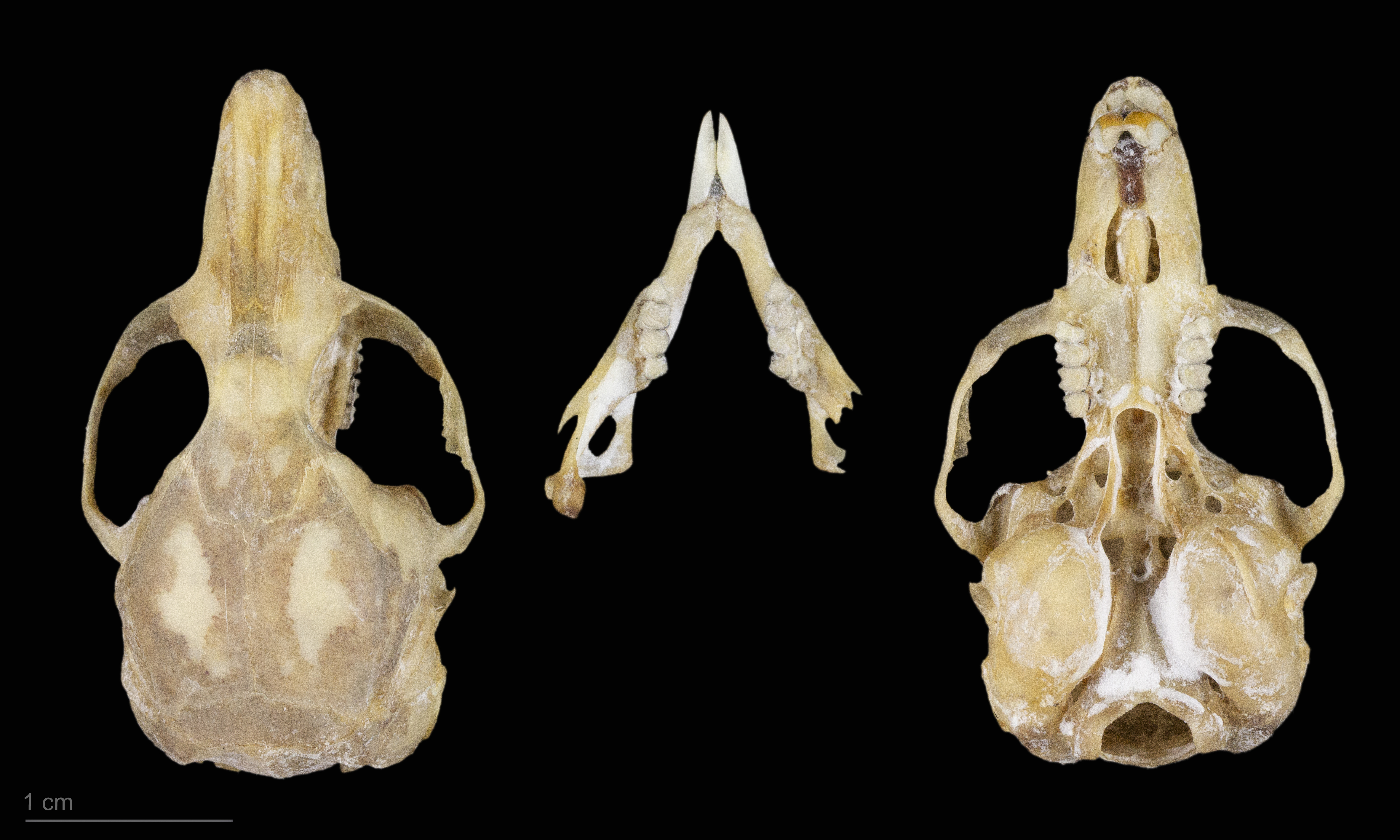
Eliomys quercinus

موش زمستان‌خواب باغ (نام علمی: Eliomys quercinus) نام یک گونه از تیره موش زمستان‌خواب است.